# Paracephaelis cinerea
Paracephaelis cinerea är en måreväxtart som först beskrevs av Achille Richard och Dc., och fick sitt nu gällande namn av De Block. Paracephaelis cinerea ingår i släktet Paracephaelis och familjen måreväxter.
Artens utbredningsområde är Madagaskar. Inga underarter finns listade i Catalogue of Life.